# De jodelende fluiter
De jodelende fluiter is een Nederlandstalig liedje van Bobbejaan Schoepen uit 1948.
Schoepen zong aanvankelijk niet in het Nederlands. Zijn muziekuitgever en manager Jacques Kluger haalde hem over om een plaat in het Nederlands op te nemen. Het lied De Jodelende Fluiter (1948) werd zijn eerste grote hit. Het nummer had zijn succes onder meer te danken aan de opkomst van de jukeboxen in de Vlaamse cafés waar de single massaal werd gedraaid. Dankzij de connecties van Jacques Kluger mocht Schoepen tijdens een Amerikaanse tournee in 1953 als eerste niet-Europese muzikant het nummer drie keer spelen in de studio van het countrymuziekprogramma 'Grand Ole Opry' in Nashville en kon hij in 1957 ook optreden in The Ed Sullivan Show.
Eerder had hij met De lustige vagebonden wel reeds de singles (Oh! lala... lala) ik wil zoo graag gaan trouwen en Maar... die kat komt weer (beide 1948) uitgebracht.
Het nummer was aanvankelijk de B-kant van de single Geef mij maar de prairie en werd gebruikt in de film De ordonnans (1962) van Charles Frank en Trevor Peacock. Ook in het stripalbum Jommeke in Bobbejaanland (1978) wordt naar het liedje verwezen.